# Dream with You/Poppin' Up!/DIVE!
「Dream with You/Poppin' Up!/DIVE!」（ドリーム・ウィズ・ユー／ポッピン・アップ！／ダイブ！）は、虹ヶ咲学園スクールアイドル同好会の上原歩夢（大西亜玖璃）、中須かすみ（相良茉優）、優木せつ菜（楠木ともり）によるシングル。2020年11月18日にLantisから発売された。

## 背景
前作「NEO SKY, NEO MAP!」から2週間で発売となるシングル。キャッチコピーは「言葉じゃ足りないから 歌に乗せるんだ」（上原歩夢盤）、「オンリーワンのきらめきを信じて」（中須かすみ盤）、「私だけの光 放ちたい」（優木せつ菜盤）。
テレビアニメ『ラブライブ！虹ヶ咲学園スクールアイドル同好会』挿入歌シングル第1弾であり、上原歩夢（大西亜玖璃）、中須かすみ（相良茉優）、優木せつ菜（楠木ともり）の3名が担当する。

## 音楽性
上原歩夢（大西亜玖璃）が歌唱する「Dream with You」は、第1期第1話とサウンドトラックのBGM（TV size）は途中から流れ、通常の（full size）とは異なり、歌い出し場面のイントロだけはアカペラで歌っている。

## ダンスシーン映像
「Dream with You」と「Poppin' Up!」のダンスシーン映像は、過去のソロ楽曲や、スマートフォンゲーム『ラブライブ! スクールアイドルフェスティバル ALL STARS』のURに実装された衣装が一瞬だけ登場している。

### Dream with You
- ソロ楽曲「夢への一歩」
- A・ZU・NA[メンバー 2]「Dream Land! Dream World!」
- スクスタUR「Sweets Deco」

### Poppin' Up!
- スクスタUR「フラワーシンフォニー」
- スクスタUR「マジカル☆フィーバー」
- ソロ楽曲「ダイアモンド」

## リリース
2020年11月18日にLantisから、『ラブライブ!シリーズ』を通じて初の試みとして「上原歩夢盤」「中須かすみ盤」「優木せつ菜盤」の3形態でリリースされた。収録曲は同一だが、CDジャケットと封入特典が一部異なる。
初回生産特典として発売記念オンラインイベント「あなたといっしょにスマイルパーティー！その1」のイベント応募券が封入された。

## チャート成績
2020年11月17日付のオリコンデイリーランキングでは1.6万枚を売り上げ3位にランクインし、翌日の11月18日付のデイリーでは0.7万枚を売り上げて2位に浮上した。
2020年11月30日付オリコン週間シングルランキングでは3.2万枚を売り上げて3位にランクインし、虹ヶ咲学園スクールアイドル同好会として最高初動を記録するとともに、アニメシングルチャートにおいて初の週間1位獲得となった。
2020年11月30日付のBillboard Japan Hot Animationでは6位、Billboard Japan Hot 100では23位にそれぞれランクインした。

## 収録曲
| 全作詞: Ayaka Miyake。 |                                            |              |                            |                            |      |
| #                      | タイトル                                   | 作詞         | 作曲                       | 編曲                       | 時間 |
| 1.                     | 「Dream with You」(上原歩夢（大西亜玖璃）) | Ayaka Miyake | mitsuyuki miyake Carlos K. | mitsuyuki miyake Carlos K. | 4:18 |
| 2.                     | 「Poppin' Up!」(中須かすみ（相良茉優）)    | Ayaka Miyake | クボナオキ                 | 縄田寿志                   | 4:18 |
| 3.                     | 「DIVE!」(優木せつ菜（楠木ともり）)        | Ayaka Miyake | MOMIKEN                    | tasuku                     | 4:03 |
| 4.                     | 「Dream with You」(Off Vocal)              | Ayaka Miyake |                            |                            | 4:18 |
| 5.                     | 「Poppin' Up!」(Off Vocal)                 | Ayaka Miyake |                            |                            | 4:18 |
| 6.                     | 「DIVE!」(Off Vocal)                       | Ayaka Miyake |                            |                            | 4:02 |
| 合計時間:              | 合計時間:                                  | 合計時間:    | 合計時間:                  | 25:17                      |      |

## タイアップ
| # | 曲名               | タイアップ                                                              |
| - | ------------------ | ----------------------------------------------------------------------- |
| 1 | 「Dream with You」 | テレビアニメ『ラブライブ！虹ヶ咲学園スクールアイドル同好会』第1話挿入歌 |
| 2 | 「Poppin' Up!」    | テレビアニメ『ラブライブ！虹ヶ咲学園スクールアイドル同好会』第2話挿入歌 |
| 3 | 「DIVE!」          | テレビアニメ『ラブライブ！虹ヶ咲学園スクールアイドル同好会』第3話挿入歌 |

### ユニットメンバー
1. 1 2  上原歩夢（大西亜玖璃）、中須かすみ（相良茉優）、桜坂しずく（前田佳織里）、朝香果林（久保田未夢）、宮下愛（村上奈津実）、近江彼方（鬼頭明里）、優木せつ菜（楠木ともり）、エマ・ヴェルデ（指出毬亜）、天王寺璃奈（田中ちえ美）
2. ↑  上原歩夢（大西亜玖璃）、桜坂しずく（前田佳織里）、優木せつ菜（楠木ともり）